# Our Friend
Pour plus de détails, voir Fiche technique et Distribution.
Our Friend est une comédie dramatique américaine réalisée par Gabriela Cowperthwaite sortie en 2019, tirée de The Friend: Love is Not a Big Enough Word écrit par Matthew Teague.

## Synopsis
Matthew Teague et sa femme, Nicole, apprennent qu'il ne reste que six mois à vivre à cette dernière. Bouleversé, le couple va bénéficier du soutien de leur meilleur ami. Celui-ci va mettre sa vie en suspens et s'installer chez eux. Son implication va être plus importante que ce que le couple aurait pu imaginer...

## Fiche technique
- Titre original : Our Friend
- Titre alternatif : The Friend
- Réalisation : Gabriela Cowperthwaite
- Scénario : Brad Ingelsby, d'après un article autobiographique de Matthew Teagu paru dans Esquire en mai 2015[1],[2]
- Photographie : Joe Anderson
- Montage : Colin Patton
- Musique : Rob Simonsen
- Production : Michael Pruss, Teddy Schwarzman, Ryan Stowell et Kevin J. Walsh
- Sociétés de production : Black Bear Pictures, Scott Free Productions et STXfilms
- Société de distribution : Gravitas Ventures (États-Unis), STX International (France)
- Pays de production :  États-Unis
- Langue originale : anglais
- Genre : comédie dramatique
- Durée : 124 minutes
- Dates de sortie :
  - États-Unis : 6 septembre 2019 (TIFF) - 22 janvier 2021
  - France : 22 avril 2021 (Amazon Prime Video)

## Distribution
- Casey Affleck (VQ : Sébastien Reding) : Matthew Teague
- Dakota Johnson (VQ : Rachel Graton) Nicole Teague
- Jason Segel (VQ : Patrice Dubois) : Dane Faucheux
- Jake Owen : Aaron
- Gwendoline Christie : Teresa
- Cherry Jones : Faith Pruett
- Denée Benton (VQ : Florence Blain Mbaye) : Charlotte
- Isabella Rice (VQ : Marine Guérin) : Molly
- Violet McGraw (VQ : Marianne Chénin) : Evie
- Marielle Scott (VQ : Eve Mangin) : Kat

 Source et légende : Version québécoise (V. Q.) sur Doublage Québec